# Boxeuropameisterschaften 1991
Die 29. Herren-Boxeuropameisterschaften der Amateure 1991 wurden vom 7. bis zum 12. Mai 1991 in der schwedischen Hauptstadt Göteborg ausgetragen. Dabei wurden 48 Medaillen in zwölf Gewichtsklassen vergeben. Es nahmen 191 Sportler aus 26 Staaten teil.

## Ergebnisse
| Klasse                          | Gold                              | Silber                               | Bronze                                                      |
| Halbfliegengewicht (bis 48 kg)  | Iwajlo Marinow Bulgarien          | Luigi Castiglione Italien            | Pál Lakatos Ungarn John-Paul Weir Schottland                |
| Fliegengewicht (bis 51 kg)      | István Kovács Ungarn              | Mario Loch Deutschland               | Daniel Petrow Israel Valentin Barbu Rumänien                |
| Bantamgewicht (bis 54 kg)       | Serafim Todorow Bulgarien         | Miguel Dias Niederlande              | Andreas Tews Deutschland Jimmy Majanya Schweden             |
| Federgewicht (bis 57 kg)        | Paul Griffin Irland               | Faat Gatin Sowjetunion               | Alan Vaughan England Djamel Lifa Frankreich                 |
| Leichtgewicht (bis 60 kg)       | Vasile Nistor Rumänien            | Airat Chamatow Sowjetunion           | Marco Rudolph Deutschland Tontscho Tontschew Bulgarien      |
| Halbweltergewicht (bis 63,5 kg) | Kostya Tszyu Sowjetunion          | Andreas Zülow Deutschland            | Vukašin Dobrašinović Jugoslawien Michele Piccirillo Italien |
| Weltergewicht (bis 67 kg)       | Roberto Welin Schweden            | Wladimir Jereschtschenko Sowjetunion | Mujo Bajrović Jugoslawien György Mizsei Ungarn              |
| Halbmittelgewicht (bis 71 kg)   | Israjel Hakobkochjan Sowjetunion  | Torsten Schmitz Deutschland          | Jan Dydak Polen Ole Klemetsen Norwegen                      |
| Mittelgewicht (bis 75 kg)       | Sven Ottke Deutschland            | Michal Franek Tschechien             | Alexander Lebsjak Sowjetunion Robert Buda Polen             |
| Halbschwergewicht (bis 81 kg)   | Dariusz Michalczewski Deutschland | Peter Zwezerijnen Niederlage         | Marcel Bereșoaie Rumänien Rostyslaw Saulytschnyj Ukraine    |
| Schwergewicht (bis 91 kg)       | Arnold Vanderlyde Niederlande     | Georgios Stefanopoulos Griechenland  | Jewgeni Sudakow Sowjetunion Peter Hart Ungarn               |
| Superschwergewicht (über 91 kg) | Jewgeni Beloussow Sowjetunion     | Andreas Schnieders Deutschland       | Swilen Rusinow Bulgarien Brian Nielsen Dänemark             |

## Medaillenspiegel
| Rang | Land         | Gold | Silber | Bronze | Gesamt |
| ---- | ------------ | ---- | ------ | ------ | ------ |
| 1    | Sowjetunion  | 3    | 3      | 3      | 9      |
| 2    | Deutschland  | 2    | 4      | 2      | 8      |
| 3    | Bulgarien    | 2    | 0      | 3      | 5      |
| 4    | Niederlande  | 1    | 2      | 0      | 3      |
| 5    | Ungarn       | 1    | 0      | 3      | 4      |
| 6    | Rumänien     | 1    | 0      | 2      | 3      |
| 7    | Schweden     | 1    | 0      | 1      | 2      |
| 8    | Irland       | 1    | 0      | 0      | 1      |
| 9    | Italien      | 0    | 1      | 1      | 2      |
| 10   | Tschechien   | 0    | 1      | 0      | 1      |
| 10   | Griechenland | 0    | 1      | 0      | 1      |
| 12   | Jugoslawien  | 0    | 0      | 2      | 1      |
| 12   | Polen        | 0    | 0      | 2      | 2      |
| 14   | Dänemark     | 0    | 0      | 1      | 1      |
| 14   | England      | 0    | 0      | 1      | 1      |
| 14   | Frankreich   | 0    | 0      | 1      | 1      |
| 14   | Norwegen     | 0    | 0      | 1      | 1      |
| 14   | Schottland   | 0    | 0      | 1      | 1      |
|      | Gesamt       | 12   | 12     | 24     | 48     |